# Robert Horry
Robert Horry (ur. 25 sierpnia 1970 w Hartford, Maryland) – amerykański koszykarz grający na pozycji niskiego skrzydłowego (small forward), siedmiokrotny mistrz NBA – dwa razy z drużyną Houston Rockets (1994–1995), trzykrotnie z Los Angeles Lakers (2000–2002), oraz dwukrotnie z San Antonio Spurs (2005, 2007).

## Życiorys
Ukończył studia na Uniwersytecie Alabama, a następnie został wybrany z numerem 11. w drafcie NBA przez drużynę Houston Rockets w 1992 r. Po czterech sezonach w Houston, uwieńczonych dwukrotnym tytułem mistrzów ligi, przeszedł do Phoenix Suns, skąd wkrótce trafił do Los Angeles Lakers. Z tą drużyną trzykrotnie z rzędu zdobył tytuł mistrza NBA. Po sukcesach w Los Angeles, w 2003, wzmocnił drużynę Spurs, gdzie w 2005 i 2007 r. zdobył swój, kolejny szósty i siódmy tytuł.
W sezonie 2008/2009 nie został zatrudniony w żadnej drużynie i pracuje obecnie jako komentator telewizyjny.

## Kariera zawodnicza

### Houston Rockets
Horry został wybrany w drafcie '92 z numerem 11 przez Houston Rockets na pozycję niskiego skrzydłowego (3). W sezonach 1993-94 oraz 1994-95 pomógł drużynie wywalczyć mistrzostwo NBA. W ciągu czterech sezonów spędzonych w drużynie z Houston, Horry zaledwie 3 razy nie wystąpił w pierwszym składzie. Jego średnie zdobycze to 10,5 punktów, 3,1 asyst oraz 5,3 zbiórek na mecz.
W lutym 1994 roku, na zasadzie wymiany, miał trafić do drużyny Detroit Pistons w zamian za Seana Elliotta, jednakże transakcja ostatecznie nie doszła do skutku. Horry w Rockets grał do końca sezonu 1995-96.

### Phoenix Suns
19 sierpnia 1996 roku Robert Horry, wraz z Samem Cassellem, Chuckiem Brownem i Markiem Bryantem, zostali wymienieni za byłego MVP ligi - Charlesa Barkleya i trafili do Phoenix Suns. Z powodu kłótni z trenerem Dannym Ainge, w barwach Słońc Horry grał tylko przez jeden sezon, występując w 32 meczach, przy czym jedynie 17 z nich rozpoczął w pierwszym składzie. 

### Los Angeles Lakers
W styczniu 1997 roku Robert Horry trafił do drużyny Los Angeles Lakers. W drużynie Jeziorowców Horry grał przez 7 sezonów, do roku 2003. W latach 2000–2002 udało mu się trzykrotnie z rzędu wywalczyć mistrzostwo ligi. 
Przez większość pobytu w Los Angeles Horry był zawodnikiem rezerwowym. Wystąpił w 448 meczach, z których 140 rozpoczął w wyjściowym składzie. W ciągu 25 minut gry notował średnio 6,3 punkty, 5,5 zbiórek oraz 1,0 bloków na mecz. W 2000 roku w finale w czwartym meczu przeciwko Indiana Pacers Horry zanotował 17 punktów, co jest jego rekordem Play-offów. 

### San Antonio Spurs
W 2003 roku Robert Horry jako wolny agent trafił do drużyny San Antonio Spurs. Pomógł drużynie zwyciężyć mistrzostwo w latach 2005 oraz 2007. W zespole z San Antonio Horry spędził 5 sezonów, w trakcie których notował średnio 4,7 punktów oraz 3,4 zbiórek na mecz. Po sezonie 2007-08 Horry zakończył karierę.

## Osiągnięcia
Stan na podstawie, o ile nie zaznaczono inaczej.
NCAA
- Uczestnik rozgrywek:
  - Sweet 16 turnieju NCAA (1990, 1991)
  - II rundy turnieju NCAA (1990–1992)
  - turnieju NCAA (1989–1992)
- Mistrz turnieju konferencji Southeastern (SEC – 1989–1991)
- Zaliczony do I składu turnieju SEC (1990, 1992)

NBA
- Mistrz NBA (1994, 1995, 2000–2002, 2005, 2007)
- Zaliczony do II składu debiutantów NBA (1993)[3]
- Lider play-off w średniej przechwytów (1996)[4]

## Ciekawostki
Robert Horry razem ze Steve Kerrem tworzą specyficzny, uzupełniający się duet. Nie grając nigdy w jednej drużynie, nieprzerwanie w latach 1994-2003 i dodatkowo 2005 i 2007 zdobywali wymiennie tytuły mistrza NBA. 
- Horry: 1994, 1995 (dla Houston Rockets), 2000, 2001, 2002 (dla Los Angeles Lakers) oraz  2005 i 2007 (dla San Antonio Spurs);
- Kerr: 1996, 1997, 1998 (dla Chicago Bulls), 1999 i 2003 (dla San Antonio Spurs).

Każdy z nich zdobył po trzy tytuły z rzędu pracując z trenerem Philem Jacksonem, a pozostałe z drużynami z Teksasu. Mimo różnicy wzrostu, obaj byli specjalistami w rzutach za 3 punkty.
Jest drugim, po Johnie Salleyu zawodnikiem, który zdobył pierścienie mistrzowskie NBA grając w trzech drużynach (trzecim w 2020 został LeBron James). Jest jednym z zaledwie dziewięciu graczy, którzy wygrali siedem lub więcej mistrzostw NBA i jedynym w tym zestawieniu spoza drużyny Boston Celtics, dominującej w latach 60. XX wieku.
Był pierwszym graczem, który zaliczył w jednym sezonie co najmniej 100 przechwytów, 100 bloków i 100 rzutów za 3 w jednym sezonie.